# Rubivirus
Rubivirus è un genere di virus di medie dimensioni, con genoma contenuto in un singolo filamento positivo di RNA, unico membro della famiglia dei Matonaviridae. È trasmesso per mezzo dell'inalazione dell'aerosol respiratorio, e ha per ospite solo l'uomo e comprende una sola specie: l'agente della rosolia (Rubella virus).

## Tassonomia
Nel 1975 Rubella virus venne assegnata alla famiglia Togaviridae. Tuttavia, a seguito di indagini filogenetiche, si è scoperto che la famiglia così intesa non era monofiletica e che Rubivirus mostra maggiore affinità con le famiglie Benyviridae, Alphatetraviridae e Hepeviridae. Quindi nel 2018, il genere Rubivirus venne assegnato a una famiglia a sé stante, Matonaviridae, in nome di George de Maton che per primo nel 1814 ritenne la rosolia distinta dal morbillo e dalla scarlattina.
Il genere comprende una sola specie, Rubella virus, che comprende i seguenti ceppi:
- Rubella virus (strain RN-UK86)
- Rubella virus (strain Cendehill)
- Rubella virus (strain TO-336 vaccine)
- Rubella virus (strain TO-336)
- Rubella virus (strain BRDII)
- Rubella virus (strain BRD1)
- Rubella virus (strain THERIEN)
- Rubella virus (vaccine strain RA27/3)
- Rubella virus (strain M33)

## Caratteristiche virali

### Morfologia
Al microscopio elettronico i virioni dei Rubivirus appaiono di forma sferica, del diametro di circa 60-70 nm, costituiti da un nucleocapside a simmetria icosaedrica (numero di triangolazione T = 4) ricoperto da una membrana lipoproteica virale, localizzati nel citoplasma della cellula ospite e talora all'interno dei mitocondri, gli organuli cellulari implicati nella produzione dell'energia. La membrana virale, originata dalla membrana della cellula infettata; sulla sua superficie appaiono prolungamenti lunghi circa 10 nm costituiti da glicoproteine virali.

### Proprietà fisico-chimiche
La massa molecolare dei virioni è 52 x 106 dalton. I virioni hanno una densità di flottazione in saccarosio di 1,17-1,2 g cm−3; il coefficiente di sedimentazione è di 280 svedberg (s20,w). I virioni sono costituiti per il 30%  in peso di lipidi, presenti nella membrana lipoproteica, di composizione simile a quelli delle membrane cellulari delle cellule ospiti. Mantengono indefinitamente l'infettività se conservati fra -70 e -60 °C, o per pochi giorni alla temperatura di +4 °C e solo in presenza di proteine; il punto di inattivazione termica è a 58 °C. In vitro le proprietà dei virioni restano stabili in ambiente alcalino (pH 7-8), mentre è ridotta dopo irraggiamento. A causa della presenza di lipidi, i virioni sono sensibili al trattamento con solventi organici (per esempio, etere) e detergenti. L'involucro lipoproteico dei Togaviridae, acquisito dalla cellula ospite, contiene tre glicoproteine virali; una quarta proteina è quella del nucleocapside icosaedrico del virus.

### Genoma
Il genoma dei Rubivirus è costituito da un singolo filamento positivo di RNA di 9.700 nucleotidi. L'estremità 5' porta un cappuccio di 7-metil guanosina metilata e l'estremità 3' una coda poliadenilata. Dopo la penetrazione nella cellula infettata, l'RNA virale scapsidato funziona da RNA messaggero, dirigendo la sintesi delle proteine virali. Viene sintetizzato un singolo polipeptide che successivamente viene tagliato in frammenti per formare un certo numero di proteine più piccole. I nucleocapsidi completi acquistano l'involucro dalla membrana plasmatica cellulare e solo allora il virione diviene infettivo. Si ha prima la traduzione dell'estremità 5', che codifica per le proteine funzionali; dopo la replicazione del genoma vengono prodotti mRNA subgenomici che produrranno le proteine strutturali corrispondenti all'estremità 3'. Si replicano nel citoplasma e non hanno bisogno di veicolare enzimi nel virione.